# Schizoporella stelloperforata
Schizoporella stelloperforata är en mossdjursart som beskrevs av Arnold Girard Kluge 1961. Schizoporella stelloperforata ingår i släktet Schizoporella och familjen Schizoporellidae. Inga underarter finns listade i Catalogue of Life.